# Anthrenocerus quadrifasciatus
Anthrenocerus quadrifasciatus là một loài bọ cánh cứng trong họ Dermestidae. Loài này được Blackburn miêu tả khoa học năm 1903.